# Neoserica butuana
Neoserica butuana är en skalbaggsart som beskrevs av Moser 1922. Neoserica butuana ingår i släktet Neoserica och familjen Melolonthidae. Inga underarter finns listade i Catalogue of Life.